# Uit de Kast (Nederland)
Uit de Kast is een televisieprogramma van de KRO dat tussen 2010 en 2014 gepresenteerd werd door Arie Boomsma. In het programma volgt Boomsma een jongere die homoseksueel is en zijn of haar coming-out gaat beleven. Meestal komt de jongere in een aflevering meerdere malen uit de kast, bijvoorbeeld bij familie, vrienden, collega's, sportclub, muziekclub, enzovoort. Soms wordt de nadruk gelegd op een bepaalde sociale omgeving die als complicerende factor wordt opgevoerd.
Na de start in 2010 zijn er in totaal vier seizoenen geproduceerd. De eerste drie seizoenen bestaan uit zes afleveringen, het laatste seizoen (in 2014) bestaat uit vijf afleveringen. Het programma werd in 2012 genomineerd voor een Kids Emmy Award.
Het programma Uit de kast is ontwikkeld en geproduceerd door Skyhigh TV en uitgezonden bij de KRO-NCRV op NPO 3.

## Afleveringen
| Seizoen 1        | Seizoen 1    | Seizoen 1 |
| Uitzenddatum     | Hoofdpersoon | Leeftijd  |
| ---------------- | ------------ | --------- |
| 27 augustus 2010 | Odin         | 23        |
| 5 januari 2011   | Theo         | 20        |
| 12 januari 2011  | Thijs        | 18        |
| 19 januari 2011  | Robert       | 27        |
| 26 januari 2011  | Carlijn      | 22        |
| 2 februari 2011  | Maikel       | 21        |

| Seizoen 2        | Seizoen 2    | Seizoen 2 |
| Uitzenddatum     | Hoofdpersoon | Leeftijd  |
| ---------------- | ------------ | --------- |
| 27 december 2011 | Corné        | 21        |
| 3 januari 2012   | Frans        | 18        |
| 10 januari 2012  | Daan         | 19        |
| 17 januari 2012  | Niek         | 15        |
| 24 januari 2012  | Derk Anne    | 20        |
| 31 januari 2012  | Kelian       | 20        |

| Seizoen 3       | Seizoen 3                              | Seizoen 3 |
| Uitzenddatum    | Hoofdpersoon                           | Leeftijd  |
| --------------- | -------------------------------------- | --------- |
| 1 januari 2013  | Mariska en Jelmer Hein                 | beide 18  |
| 8 januari 2013  | Manon                                  | 19        |
| 15 januari 2013 | Kjeld                                  | 17        |
| 22 januari 2013 | Lotte                                  | 18        |
| 29 januari 2013 | "Hoe gaat het nu met hen?"             |           |
| 19 maart 2013   | "Homoseksualiteit in de moslimcultuur" |           |

| Seizoen 4         | Seizoen 4    | Seizoen 4 |
| Uitzenddatum      | Hoofdpersoon | Leeftijd  |
| ----------------- | ------------ | --------- |
| 23 september 2014 | Bjorn        | 21        |
| 7 oktober 2014    | Timo         | 18        |
| 14 oktober 2014   | Linda        | 17        |
| 28 oktober 2014   | Saief        | 17        |
| 11 november 2014  | Jesse        | 18        |